# تدليك الصدر
تَمسيد/تدليك بخاري أو تدليك الصدر أو تدليك الزُكام ويشيع استخدامه بمسمّى: فَرْك الصَدْر (بالإنجليزية: Chest rub أو cold rub أو vapor/vapour rub)‏ هو هُلاَمَة موضعيّة مُمَنْثَلة أساسها الفازلين مُعَدَّة لتساعِد في الحالات الطبيَّة البسيطة الّتي تُعيق التنفّس، مثل الزُكام. غالبًا ما تُطَبَّق على الصدر، مُباشرةً قبل النوم.
صِيغَت في الأصل من قِبَل شركة فيكس (Vicks) كمُنتَج مُسَجَّل باِسم «فابورَب» (VapoRub)، تُصَنَّع الآن تَداليك الزُكام من قِبَل شركات دوائيّة بمُسمّيات تجاريّة مُختلفة. ما تزال الكلمة فيكس وبدرجة أقل فابورَب مُستخدمة في مراجع المُنتجات غير محدودة الملكيّة للإشارة لهذا المُنتَج بغضّ النظر عن المُصَنِّع أو العلامة التجاريّة.

## الاستطبابات
وَجَدَت دراسة واحدة أنَّ التدليك البخاري يُخَفف السُعال وأعراض الزُكام على نحوٍ أفضل من التحكم بالمرض نفسه عند الأطفال، بحيث تشمل الأعراض الجانبيّة للمُعالَجة تهيُّجًا طفيفًا للبشرة عند مكان التطبيق. وقد موِّلَت الدراسة من قِبَل بروكتِر وغامبِل وهما مالِكا شركة فيكس.